# Dekanat Trąbki Wielkie
Dekanat Trąbki Wielkie – jeden z 24 dekanatów katolickich archidiecezji gdańskiej, obejmujący obszar gminy Trąbki Wielkie. Powstał na mocy kurendy nr 34/2006 Tadeusza Gocłowskiego – arcybiskupa metropolity gdańskiego, z dnia 25 kwietnia 2006 (formalnie obowiązującej od 3 maja) po podziale dekanatu Wyżyny Gdańskie (podobnie, jak dekanat Kolbudy). Dziekanem od 23 kwietnia 2020 do 23 kwietnia 2025 był ks. kan. mgr lic. Bolesław Antoniów – proboszcz parafii Wniebowzięcia Najświętszej Maryi Panny w Trąbkach Wielkich.

## Parafie
W skład dekanatu wchodzi 6 parafii:
1. Parafia bł. Jerzego Popiełuszki, prezbitera i męczennika w Ełganowie – Ełganowo, ul. Szkolna 3A
2. Parafia św. Jakuba w Kłodawie – Kłodawa, ul. Gdańska 12
3. Parafia św. Bartłomieja Apostoła w Mierzeszynie – Mierzeszyn, ul. Wolności 17
4. Parafia św. Józefa Robotnika w Postołowie – Postołowo 13 A
5. Parafia Przemienienia Pańskiego w Sobowidzu – Sobowidz, ul. Kościuszki 29
6. Parafia Wniebowzięcia Najświętszej Maryi Panny w Trąbkach Wielkich (Sanktuarium Matki Bożej Trąbkowskiej) – Trąbki Wielkie, ul. Gdańska 6

## Kościoły filialne
- Parafia św. Bartłomieja Apostoła w Mierzeszynie
  - Kościół filialny Najświętszego Serca Pana Jezusa – Mierzeszyn
- Parafia św. Józefa Robotnika w Postołowie
  - Kościół filialny św. Ojca Pio – Pawłowo
  - Kościół filialny Ofiarowania NMP – Sucha Huta
- Parafia Wniebowzięcia Najświętszej Maryi Panny w Trąbkach Wielkich
  - Kościół filialny Miłosierdzia Bożego – Czerniewo, ul. Gdańska

## Sąsiednie dekanaty
Kolbudy, Pruszcz Gdański, Tczew (diec. pelplińska), Skarszewy (diec. pelplińska)